# Пам'ятник Тамаді
Пам'ятник Тамаді (груз. თამადის ძეგლი) - в Тбілісі, в історичному районі Старе місто, на вулиці Сіоні біля місця виходу до неї вулиці Шардені. Визначна пам'ятка Тбілісі.

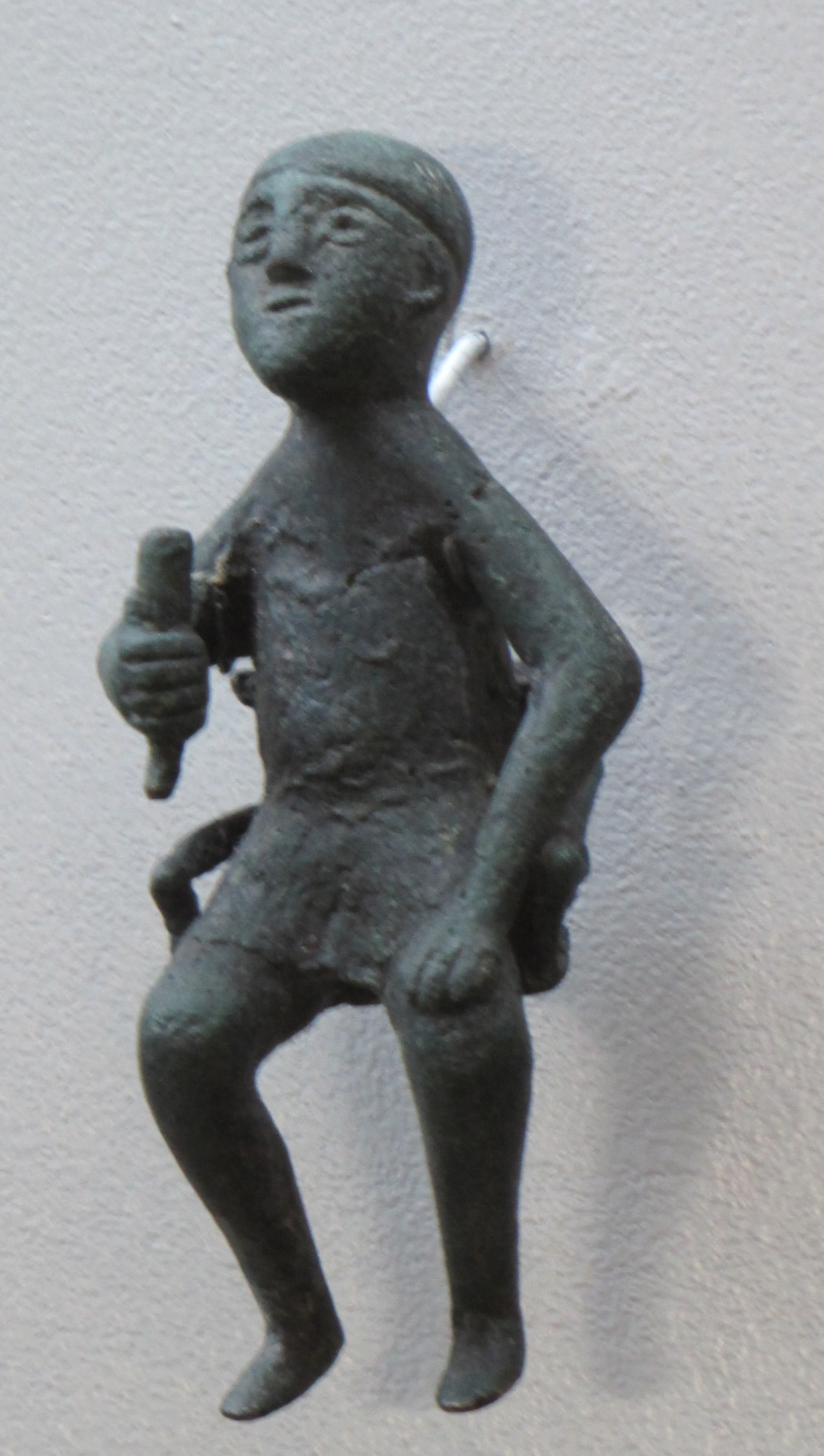
Знайдена під час розкопок фігурка

Пам'ятник є збільшеною копією знайденої при розкопках у Західній Грузії фігурки юнака з рогом, атрибутованої як тамада і датованої VII століттям до н. е.

## Історія
Встановлено у 2006.